# Håsteinen
Il massiccio montuoso di Håsteinen, situato nella contea norvegese di Vestland, consiste di due vette di 965 e 933 metri d'altezza (rispettivamente Håsteinen e Høydalsnipa). 
Il nome Håsteinen (pronunciato: [ˈho: steinen]) significa "La pietra alta". Il massiccio consiste di rocce sedimentarie clastiche. 
Dalla cima occidentale Høydalsnipa  si ha una  pittoresca veduta panoramica verso l'Høydalsfjord, il mare e le isole. Sul lato sud, la parete rocciosa consente di praticare l'arrampicata.
Fra le due cime si trova il lago Håsteinsvatnet, a 752 m s.l.m..

## Il plateau meridionale
A Sud di Håsteinen si stende un plateau che si allunga fino a Fagernipa, pista all'estremità sud. Una frattura divide il plateau in due nel senso est-ovest. Il plateau intero è pieno di piccoli laghi ideali per la pesca; (Villebøvatnet, Simavatnet, Svartevatnet, Stølsvatnet, Nonsnipevatnå, Nipevatnå e Dyttingane).

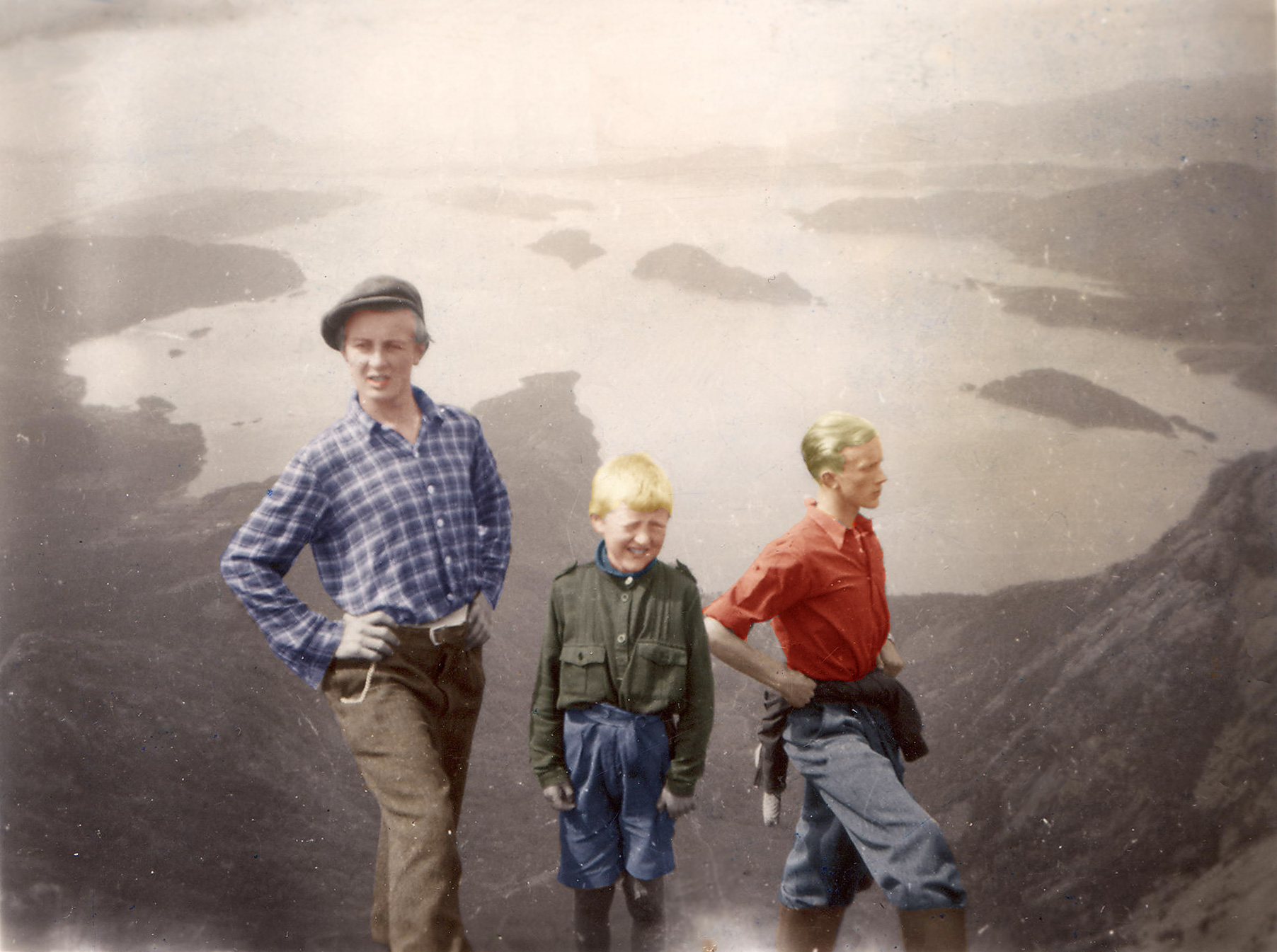
Gita anno 1945. Foto: Odd Høydal.